# جامع داراب
جامع داراب (بالفارسية: جامع داراب) مرتبط بالدولة السلجوقية ويقع في داراب، داخل المدينة، محافظة فارس بإيران. إنه المسجد الوحيد في العالم مع 4 مئذنة.